# Symfonie č. 2 (Mahler)
Symfonie č. 2 c moll („Vzkříšení“) Gustava Mahlera je symfonie v pěti větách pro soprán a alt sólo, smíšený sbor a velký orchestr. Byla komponována v letech 1888–1894 a poprvé provedena roku 1895. Z důvodu použití zpěvních hlasů patří toto dílo do podžánru symfonické kantáty. Tato symfonie bývá příležitostně nazývána „Vzkříšení“ (Auferstehungssinfonie), ale toto označení nepochází přímo od skladatele.
Dokončení symfonie bylo poznamenáno smrtí a pohřbem Mahlerova přítele, dirigenta Hanse von Bülowa, když se skladateli podle jeho vlastních slov jevil sbor zpěváků na kůru jako andělé, kteří se svým zpěvem dotýkají nebes. Pozoruhodná je rozmanitost a rozsah použitých nástrojů (celá škála hudebních barev: soprán, alt a smíšený sbor, v závěru zní varhany). Skladatel pro symfonii použil a upravil texty Achima von Arnima, Clemense Brentana a Friedricha Klopstocka.

## Vznik a premiéra
Mahler začal na své druhé symfonii pracovat v lednu roku 1888. V té době pracoval jako druhý kapelník opery v Lipsku a měl za sebou pouze jedno významné dílo, kantátu Das klagende Lied (Žalující píseň), a také úspěšnou rekonstrukci nedokončené opery Carla Marii von Webera Tři Pintové (Die drei Pintos). Souběžně s počátkem druhé symfonie psal Mahler svou první symfonii (dokončenou téhož roku). Obě tato díla spojuje počáteční váhání nad formou: své první symfonické dílo Mahler označil nejprve jako symfonickou báseň, teprve roku 1895 ji označil za svou první symfonii. Naopak pozdější druhou symfonii začal od počátku nadpisem „Symfonie c moll, 1. věta“. Ale poté, co 10. září 1888 v Praze dokončil tuto první větu a zaneprázdněnost na novém místě (šéf budapešťské opery) mu nedovolila v práci pokračovat, nadepsal dosavadní skladbu Todtenfeier (Tryzna) a ponechal ji ve formě symfonické básně. Ze zvoleného názvu se usuzuje na inspiraci cyklem básní polského básníka Adama Mickiewicze Dziady, které právě v té době přeložil do němčiny pod názvem Todtenfeier Mahlerův přítel Siegfried Lipiner. Poté, co se skladatel stal šéfem opery v Hamburku (1891), seznámil se tam s významným dirigentem Hansem von Bülowem, tehdejším šéfem hamburské filharmonie, kterému také jako prvnímu skladbu přehrál.
Další dvě věty symfonie vznikly roku 1893 v Steinbachu-am-Attersee poblíž Salcburku. Druhá věta, andante As dur, vznikla rozpracováním dvou témat načrtnutých již roku 1888, třetí věta, scherzo, jako instrumentální zpracování písně s doprovodem klavíru Kázání Antonína z Padovy k rybám, kterou Mahler složil krátce předtím. Druhá věta byla dokončena v červnu a třetí věta koncem roku 1893.
O vzniku poslední věty Mahler v dopise Arthuru Seidlovi z 17. února 1897 napsal:
| „ | V poslední větě mé Druhé symfonie jsem musel prostě projít veškerou světovou literaturu, Biblí počínaje, abych nalezl slova vykoupení. Nakonec jsem byl nucen si sám představit slova schopná vyjádřit mé city a mé myšlenky. Způsob, jakým sem tehdy nabyl inspiraci, dobře odhaluje tresť uměleckého tvůrčího aktu. Již dlouho jsem v sobě nosil myšlenku začlenit do poslední části sbor a pouze představa, že by to mohlo být vykládáno jako povrchní napodobení Beethovena, mě zrazovala! Právě tehdy zemřel Bülow a já jsem se účastnil jeho pohřbu [29. března 1894]. Nálada, ve které jsem tam seděl a ve které jsem přemýšlel cestou domů, tak přesně odpovídala duchu díla, které jsem tehdy s sebou nosil. – Tu intonoval sbor od varhan Klopstockův chorál Auferstehn! – Jako blesk mne to zasáhlo a všechno se zjevilo úplně jasně a zřetelně před mou duší! Na tento blesk čeká tvůrce, to je ono svaté početí. Ten den jsem ho zažil, teď jsem to jen musel vybudovat v tónech. A přesto, kdybych byl toto dílo již nenosil v sobě, jak bych byl mohl zažít takový okamžik?“ | “ |

Ještě v den Bülowova pohřbu začal Mahler první skici poslední části (z níž se staly čtvrtá a pátá věta) a 25. července 1894 dokončil jejich orchestraci, a tím i celou symfonii.
Mahler usiloval o provedení symfonie, vzhledem ke značným nárokům na počet hudebníků a zpěváků se však jednalo o náročný projekt, zejména pro dosud málo známého skladatele. Premiéra prvních tří vět (tedy bez nejnáročnějího finále) se konala 4. března 1895 v Berlíně; na program Berlínské filharmonie ji zařadil Richard Strauss a dirigoval sám Mahler, za nízké účasti publika a s celkově nepříznivým kritickým ohlasem. O tři čtvrtě roku později, dne 13. prosince 1895, řídil Mahler rovněž v Berlíně týž orchestr při provedení kompletní symfonie, a to díky příspěvku dvou hamburských mecenášů. Prvními sólistkami ve čtvrté a páté větě Druhé symfonie byly Josephine von Artnerová (soprán) a Hedwig Feldenová (alt). Tentokrát bylo přijetí obecenstvem mnohem příznivější, kritika však setrvala na odmítavém názoru. Teprve pozdější provedení v Mnichově (1900) a v Basileji (1903) dosáhla triumfu a Druhá symfonie se zařadila mezi ta Mahlerova díla, která dosáhla největší popularity již za jeho života.

## Instrumentace
Orchestr je rozdělen na dvě části: hlavní orchestr a vedlejší orchestr (pouze v 5. větě). Hlavní orchestr se skládá ze 4 fléten (střídajících se s pikolami), 4 hobojů (střídajících se s anglickým rohem), 3 B klarinety (3. též basklarinet), 2 Es klarinety, 4 fagoty (4. střídající se s kontrafagotem), 6 lesních rohů, 6 trubek, 4 pozouny, tuba, varhany, 2 harfy, 6 tympánů (2 hráči), bicí souprava (basový buben, činely, 2 tamtamy, triangl, vířivý buben, zvonkohra, 3 zvony, metlička), smyčce. Menší vedlejší orchestr (podle pokynů skladatele se má nacházet „v co největší vzdálenosti“ od hlavního) sestává ze 4 lesních rohů (hrají též jako 7.–10. lesní roh v hlavním orchestru), 4 trubek (dvě hrají též jako 5. a 6. trubka v hlavním orchestru), tympán, basový buben, činely a triangl. K tomu přistupují dva sólové lidské hlasy, soprán a alt, jakož i smíšený sbor.

## Stavba a rozbor
Tato symfonie se skládá z pěti velmi odlišných vět:
1. Allegro maestoso (20–25 minut)
2. Andante moderato (cca 10 minut)
3. (Scherzo) In ruhig fließender Bewegung (10–12 minut)
4. Urlicht. Sehr feierlich, aber schlicht (cca 5 minut)
5. Im Tempo des Scherzo (cca 35 minut)

Rozdílný rozsah jednotlivých vět ozřejmuje i počet taktů, který díky tomu, že hlavní tempa jsou zhruba stejná, odráží poměrně věrně i jejich časovou délku: 445, 299, 581, 68 a 784 taktů.
Provedení celého díla trvá asi 85 až 90 minut, což ze symfonie č. 2 činí jednu z nejdelších Mahlerových symfonií.
Již členění na pět vět ukazuje, že klasické čtyřvěté schéma symfonie, totiž úvodní věta, pomalejší věta, taneční věta a finále, zde nelze bez dalšího použít. První a poslední věta tomuto schématu odpovídají ještě nejvíce, u druhé věty však lze hovořit o pětidílné písňové formě, zatímco scherzo má spíše taneční charakter. Čtvrtá a zdaleka nejkratší věta, nazvaná 'Prasvětlo' ('Urlicht'), slouží současně jako pomalejší věta ve smyslu klasického schématu a jako uklidňující pasáž před vypuknutím finále.

### První věta
První věta zaujímá mezi větami exponované místo. Mahler poznamenal na konci první věty: „Zde následují přestávka nejméně pěti minut.“
Mimo to je zajímavé, že skladatel první větu po dokončení původního znění dne 10. září 1888 nadepsal jako „Symfonie c moll“, tento nadpis potom nahradil nadpisem „Todtenfeier“ („Tryzna“) a ještě 16. března 1896, tři měsíce po premiéře celé symfonie, ji uvedl pouze pod tímto názvem.

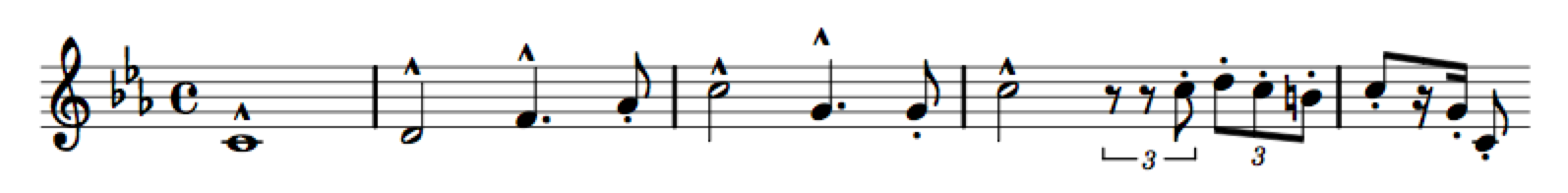
Hlavní téma první věty

### Druhá věta
Andante moderato. Sehr gemächlich. Nie eilen!

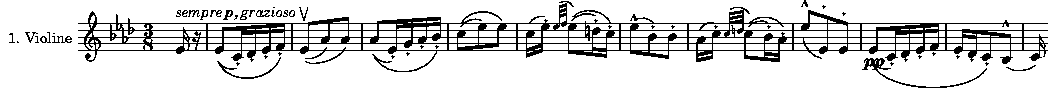
Téma druhé věty

Druhá věta je klidný tanec ländler (sousedská) a působí značným kontrastem jak k první větě, tak ke větám následujícím.

### Třetí věta
„In ruhig fließender Bewegung“, c moll
Třetí věta symfonie je nepřeslechnutelně propojena s písní Des Antonius von Padua Fischpredigt (Kázání Antonína z Padovy k rybám) (z Mahlerova písňového cyklu Des Knaben Wunderhorn – Chlapcův kouzelný roh).
Ačkoli Mahler této větě neurčil žádné výslovné označení, bývá často označována jako scherzo, neboť její tvar odpovídá principům scherza ve formě A–B–A’. Části A a A’ přitom velmi úzce sledují zmíněnou píseň, zatímco část B, tj. trio, je zkomponováno nově.
Tato věta vznikla až po složení písně s klavírním doprovodem, která pak působila jako podklad, ale před pozdější orchestrální verzí této písně.

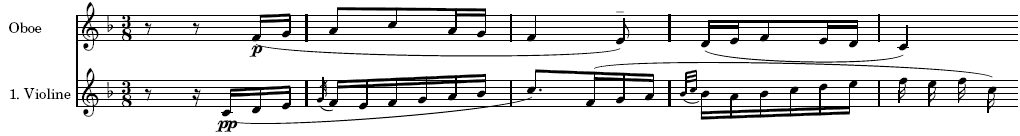
Úryvek ze třetí věty

Sám Mahler řekl k rozpracování písně s klavírním doprovodem na scherzo Druhé symfonie toto:
| „ | V ‚Kázání k rybám‘ […] převládá […] poněkud sladkokyselý humor. Svatý Antonín káže rybám a jeho slova se ihned mění v jejich řeč, jež zaznívá zcela opile (v klarinetu). […] A stejně jako celé shromáždění poté, když kázání skončí, odplouvá pryč na všechny strany: Die Predigt hat g’fallen, Sie bleiben wie alle (Kázání se líbilo, zůstanou jako všechny) a nestaly se ani o chlup chytřejší, ačkoli jim světec vyhrával! – Této mé satiře na člověčenstvo, která je zde obsažena, ale asi jen málokdo porozumí. | “ |

### Čtvrtá věta
Čtvrtá věta Mahlerovy Druhé symfonie je orchestrální píseň pro sólo alt a orchestr. Podkladem zpívaného text je báseň Urlicht (Prasvětlo), pocházející ze sbírky Des Knaben Wunderhorn (Chlapcův kouzelný roh), kterou roku 1805 vydali Achim von Arnim a Clemens Brentano. Mahler využil týž text ještě jednou: je podkladem jedné z písní cyklu Des Knaben Wunderhorn, která se od 4. věty Druhé symfonie nijak výrazně neliší. Kompozici zmíněného písňového cyklu začal Mahler ještě v průběhu práce na Druhé symfonii (1887–1891).
Podle deníku Natalie Bauer-Lechnerové (leden 1896) řekl Mahler o této větě: „‚Prasvětlo‘ je tázání se a zápas duše o Boha a o vlastní božskou existenci za hranicemi tohoto života.“
Text zní:
O Röschen rot!

Der Mensch liegt in größter Not!

Der Mensch liegt in größter Pein!

Je lieber möcht’ ich im Himmel sein!

Da kam ich auf einen breiten Weg;

Da kam ein Engelein und wollt’ mich abweisen.

Ach nein! Ich ließ mich nicht abweisen!

Ich bin von Gott und will wieder zu Gott!

Der liebe Gott wird mir ein Lichtchen geben,

Wird leuchten mir bis in das ewig selig Leben!
Constantin Floros přisuzuje této větě klíčové postavení v dramaturgii celé symfonie: Odpovídá na otázky položené v předcházejícím scherzu a uvádí finále, symfonickou kantátu. Toto propojení je zvláště zřejmé při pohledu na konec 4. a začátek 5. věty: zatímco po první větě Mahler předepisuje „pětiminutovou přestávku“ a po druhé větě nenásledují žádné specifické instrukce pro přechod k větě následující, připojuje Mahler na konec notového zápisu třetí a čtvrté věty pokyn: „Následuje bez přerušení.“
Pro tuto orchestrální píseň jsou příznačné kontrasty. Lidové prvky, jako je například houslové sólo s doprovodem klarinetu, jsou stavěny proti citlivějším úsekům, které ztělesňuje především sólový alt.

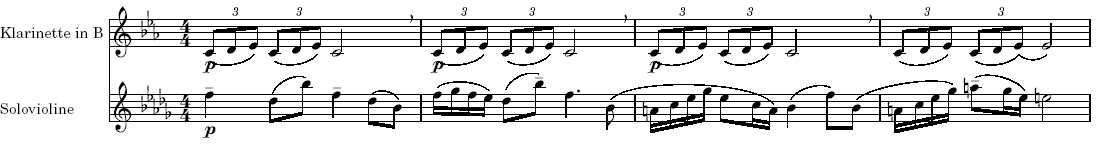
Sólo houslí a klarinetu, úryvek

Prasvětlo vykazuje třídílnou formu uvozenou mottem.
takty 01–13 Motto a chorálový úvod (Sehr feierlich, aber schlicht – Velmi slavnostně, ale prostě)
takty 14–35 část A
takty 36–54 část B (Etwas bewegter – o něco pohnutěji)
takty 55–68 část A' (zart drängend – jemně naléhavě)
V mottu je zhudebněn první verš básně. Na to navazuje úsek „Harmonické hudby“ (dřevěné i žesťové dechové nástroje). Přebírá motiv z motta a pokračuje tak v melodické linii ve stylu „lidového chorálu“.
V části A jsou nápadné četné změny taktu. Z 22 taktů této části jich 17 začíná změnou metra. Metro se vždy přizpůsobuje požadavkům textu.
Čtvrtá věta je z formálního hlediska uzavřeným tvarem. V taktech 27–30 vychází zpěvní hlas z melodie první trubky v taktech 3–7, a tím je dána spojitost mezi mottem a části A. Takty 59–65 jsou téměř totožné s takty 23–30, a tím ukazují souvislost části A a části A’.
Původ motivicko-tematického materiálu části A’ se nachází v části A. „Melodické fráze, jež jsou exponovány na počátku části A, se zhušťují na začátku části A’ v naléhavé motivy:“

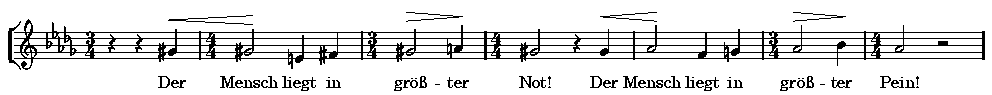
Altové solo, začátek

Poslední úsek části A’ navíc zavádí do symfonie nový prvek: dramatickou deklamaci v taktech 55–58. Ta rychle ústí opět v chorálový zpěv, použití deklamace ale tak již ve čtvrté větě připravuje na mimořádně důležitý výrazový prostředek finální páté věty.
Část B se od obou krajních částí výrazně odlišuje, a to zřetelně svou melodikou a agogikou („Etwas bewegter“ – o něco pohnutěji). Kromě toho rychle mění tóninu od Des dur přes b moll po A dur, a moll a fis moll. Tato pasáž zprostředkovává výraz „nejněžnější půvabnosti“, andělskou vizi ztělesňují nástroje jako klarinet, zvonkohra, harfa a sólové housle.

### Pátá věta
Im Tempo des Scherzos. Wild herausfahrend.
Slova se zakládají na básni „Die Auferstehung“ („Vzkříšení“) německého raně romantického básníka Friedricha Gottlieba Klopstocka. Mahler zhudebnil první dvě sloky Klopstockova textu, které dále rozvinul vlastními verši. Text zpívají dvě sólistky, sopranistka a altistka, a sbor.
Sbor a soprán:

  Aufersteh’n, ja Aufersteh’n wirst du

  mein Staub, nach kurzer Ruh!

  Unsterblich Leben! Unsterblich Leben

  wird, der dich rief, dir geben.

 

  Wieder aufzublühn, wirst du gesä’t!

  Der Herr der Ernte geht

  und sammelt Garben

  uns ein, die starben!

Alt:

  O glaube, mein Herz! O glaube:

  Es geht dir nichts verloren!

  Dein ist, ja Dein, was du gesehnt,

  Dein, was du geliebt, was du gestritten!

  O glaube: Du wardst nicht umsonst geboren!

Soprán:

  Hast nicht umsonst gelebt, gelitten!

Sbor:

  Was entstanden ist, das muss vergehen!

  Was vergangen, auferstehen!

Sbor a alt:

  Hör auf zu beben!

  Bereite dich zu leben!

Soprán a alt:

  O Schmerz! Du Alldurchdringer!

  Dir bin ich entrungen!

  O Tod! Du Allbezwinger!

  Nun bist du bezwungen!

 

  Mit Flügeln, die ich mir errungen,

  in heißem Liebesstreben

  werd’ ich entschweben

  Zum Licht, zu dem kein Aug’ gedrungen!

Sbor:

  Mit Flügeln, die ich mir errungen,

  werde ich entschweben!

  Sterben werd’ ich, um zu leben!

Sbor, soprán a alt:

  Aufersteh’n, ja aufersteh’n wirst du,

  mein Herz, in einem Nu!

  Was du geschlagen,

  zu Gott wird es dich tragen!

## Recepce díla
Mnoho posluchačů vyjadřovalo k Mahlerově Druhé symfonii výhrady. Mahler popsal reakci Hanse von Bülowa takto: „Když jsem mu předehrával svou „Tryznu“, zmocnilo se ho nervózní zděšení a prohlásil, že Tristan je proti mému dílu haydnovská symfonie, a činil posunky jako šílenec.“ Brahms označil Mahlera na základě této symfonie za „krále revolucionářů“.

## Diskografie (výběr)
Existuje více než 120 nahrávek Druhé symfonie Gustava Mahlera na CD resp. LP. Některé z významných nahrávek a nahrávky s účastí českých umělců jsou uvedeny níže. Pro plnou diskografii viz externí odkazy.
- Oskar Fried, Gertrud Bindernagel (soprán), Emmi Leisner (alt), Berliner Domchor, Orchester der Berliner Staatsoper. (Naxos Historical) (1924, první nahrávka')
- Bruno Walter, Maria Cebotari (soprán), Rosette Anday (alt), Konzertvereinigung Wiener Staatsopernchor, Wiener Philharmoniker. Andante (1948, live)
- Hermann Scherchen, Wiener Staatsopernchor, Mimi Coertse (soprán), Lucretia West (alt), Decca (1958)
- Leonard Bernstein, Lee Venora (soprán), Jennie Tourel (alt), The Collegiate Chorale, New York Philharmonic. CBS/Sony (1963)
- Otto Klemperer, Elisabeth Schwarzkopf (soprán), Hilde Rössel-Majdan (mezzosoprán), Philharmonia Chorus & Orchestra. EMI (1963)
- Otto Klemperer, Heather Harper (soprán), Janet Baker (alt), Chor und Symphonieorchester des Bayerischen Rundfunks. EMI (1965)
- Georg Solti, Heather Harper (soprán), Helen Watts (alt), London Symphony Chorus and Orchestra. Decca (1966)
- Rafael Kubelík, Edith Mathis (soprán), Norma Procter (alt), Chor und Symphonieorchester des Bayerischen Rundfunks. Deutsche Grammophon (1969)
- Leonard Bernstein, Sheila Armstrong (soprán), Janet Baker (alt), Edinburgh Festival Chorus, London Symphony Orchestra. CBS/Sony (1974)
- Zubin Mehta, Ileana Cotrubas (soprán), Christa Ludwig (mezzosoprán), Wiener Staatsopernchor, Wiener Philharmoniker. Decca (1975)
- Rafael Kubelík, Edith Mathis (soprán), Doris Soffel (alt), Bayerisches Rundfunkchor und Symphonie-Orchester des Bayerischen Rundfunks. Hallo (1977, live)
- Akeo Watanabe, Toshiko Tsunemori (soprán), Věra Soukupová (alt), Japan Chorus Union, Japan Philharmonic Orchestra. Tokyo FM (1978, live)
- Václav Neumann, Gabriela Beňačková-Čápová (soprán), Eva Randová (alt), Český filharmonický sbor, Česká filharmonie. Supraphon (1980)
- Rafael Kubelík, Edith Mathis (soprán), Brigitte Fassbaender (alt), Bayerisches Rundfunkchor und Symphonie-Orchester des Bayerischen Rundfunks. Audite (1982, live)
- Eliahu Inbal, Helen Donath (soprán), Doris Soffel (alt), Chor des NDR Hamburg, Radio-Sinfonie-Orchester Frankfurt. DENON (1985)
- Leonard Bernstein, Barbara Hendricks (Sopran), Christa Ludwig (alt), Westminster Choir, New York Philharmonic Orchestra. Deutsche Grammophon (1987)
- Gilbert Kaplan, Benita Valente (soprán), Maureen Forrester (alt), London Symphony Orchestra. IMP (1987)
- Václav Neumann, Lívie Ághová (soprán), Marta Beňačková (alt), Český filharmonický sbor, Česká filharmonie. Canyon (1993)
- Ken-Ichiro Kobayashi, Lívie Ághová (soprán), Marta Beňačková (alt), Český filharmonický sbor, Česká filharmonie. Exton (1997, live)
- Riccardo Chailly, Melanie Diener (soprán), Petra Lang (alt), Pražský filharmonický sbor, Koninklijk Concertgebouworkest, Amsterdam. Decca (2001)
- Gilbert Kaplan, Latonia Moore (soprán), Nadja Michael (alt), Wiener Singverein, Wiener Philharmoniker. DG (2002)
- Claudio Abbado, Eteri Gvazava (soprán), Anna Larsson (alt), Orfeon Donostiarra, Lucerne Festival Orchestra. Deutsche Grammophon (2004, live)
- Pierre Boulez, Christine Schäfer (soprán), Michelle DeYoung (mezzosoprán), Wiener Singverein, Wiener Philharmoniker. Deutsche Grammophon (2006)
- Christoph Eschenbach, Simona Šaturová (soprán), Yvonne Naef (alt), Philadelphia Singers Chorale, Philadelphia Orchestra. Ondine (2007, live)
- Zdeněk Mácal, Danielle Halbwachs (soprán), Renée Morloc (alt), Český filharmonický sbor Brno, Česká filharmonie. Exton (2008, live)
- Simon Rattle, Kate Royal (soprán), Magdalena Kožená (mezzosoprán), Rundfunkchor Berlin, Berliner Philharmoniker. EMI (2010, live)
- Semjon Byčkov, Christiane Karg (soprán), Elisabeth Kulman (mezzosoprán), Pražský filharmonický sbor, Česká filharmonie. PENTATONE (2023, live)